# 伊勢志摩国立公園
伊勢志摩国立公園（いせしまこくりつこうえん）は、三重県志摩半島一帯からなる国立公園である。1946年11月20日に指定された。リアス式海岸と温暖な気候による植生が特徴で、英虞湾、的矢湾、五ヶ所湾など深い入り江が多い。
日本の国立公園の面積の約60%が国有地であるが、鳥羽市・志摩市の市街地のほかに神路山などの伊勢神宮の宮域林5500 haを含む伊勢志摩国立公園では90%以上が私有地である。年間訪問者は1017.6万人（2002年）。生活圏と重なるため、日本の国立公園の中では最も人口が多い。

## 指定までの経緯
伊勢志摩国立公園は観光客の増加を期待し、戦前に鳥羽と志摩が吉野熊野国立公園の区域拡大を求めたことに始まる。1942年に独立した志摩国立公園の計画に変更されたが、当初の計画では宇治山田市（現伊勢市）を含まなかった。太平洋戦争の戦況が悪化し、計画は頓挫したかのように見えた。
1945年の敗戦直後から厚生省が国立公園事務を再開し、翌1946年4月に厚生省石神甲子郎技師が志摩国立公園の候補地を視察した。政教分離のためにGHQが神宮を過剰に解体してしまうことが危惧され、宇治山田市議会が宇治山田市と度会郡沼木村（のちに伊勢市）を追加することを決議した。5月には神宮の宮域林を含む範囲が申請区域に追加され、伊勢志摩国立公園の計画に変更された。鳥羽・志摩では英虞湾が真珠の主要産地であることをアピールするためにGHQ要人の夫人へ真珠のネックレスなどを贈与し便宜を求めた。これとは別に神宮側が懸命に説得したこともあり、1946年11月20日に戦後初の国立公園として伊勢志摩国立公園が誕生した。

## 地理

### 面積
面積別
総面積74,644 ha：内訳（陸域55,544 ha　海域19,100 ha）
所有者別
国有地 0.3％
私有地 99.7％（公有地 3.6％、民有地 96.1％）
保護地域別（陸域）
特別保護地区 944ha（1.7％）
第1種特別地域 1,084ha（2.0％）
第2種特別地域 6,691ha（12.0％）
第3種特別地域 8,790ha（15.8％）
普通地域 38,035ha（68.5％）
※ 普通地域の割合は日本の国立公園の中で最も高い。

### 地形
リアス式海岸や海食崖、日本最大の隆起海食台地などの海岸地形に特色がある。

#### 湾

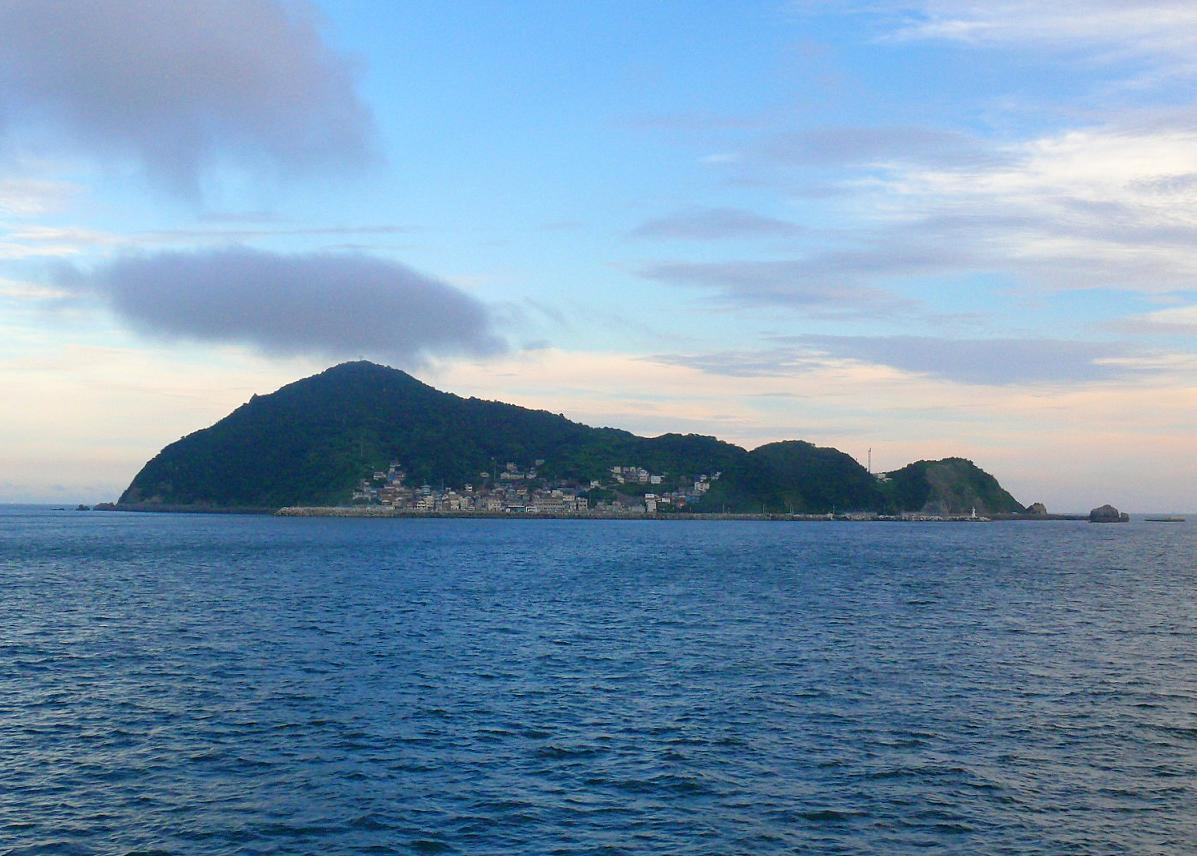
神島

- 鳥羽湾
- 生浦湾
- 的矢湾
- 英虞湾
- 五ヶ所湾
- 贄湾
- 神前湾

#### 島
- 神島
- 答志島
- 菅島
- 坂手島
- 大築海島
- 小築海島
- 渡鹿野島
- 間崎島
- 賢島
- 多徳島
- 横山島
- 和具大島 - 志摩町和具の沖合にある島。
- 矢取島
- 見江島 - 見江島展望台から見える。

#### 岬
- 神前岬
- 鎧崎（鳥羽市国崎町）
- 安乗崎（志摩市阿児町安乗）
- 大王崎（志摩市大王町波切）
- 麦崎（志摩市志摩町片田）
- 御座岬（志摩市志摩町御座）

### 植生・動物
内陸部は伊勢神宮の神宮林（宮域林）のジングウスギや常緑広葉樹と針葉樹の成す針広混交林や国の天然記念物に指定されている「鬼ヶ城暖地性シダ群落・細谷暖地性シダ群落」などの貴重な自然が残る。山中にはシカ・イノシシ・ニホンザルなどが生息し、三重県道32号伊勢磯部線（伊勢道路）等の山中を通る道路で時折遭遇する。
沿岸部はハマユウ・ハマナデシコなどの暖地性海浜植物が咲き、ウミネコ・セグロカモメなどの海鳥が舞う。カモメは鳥羽市の鳥に指定されている。

### 参観灯台

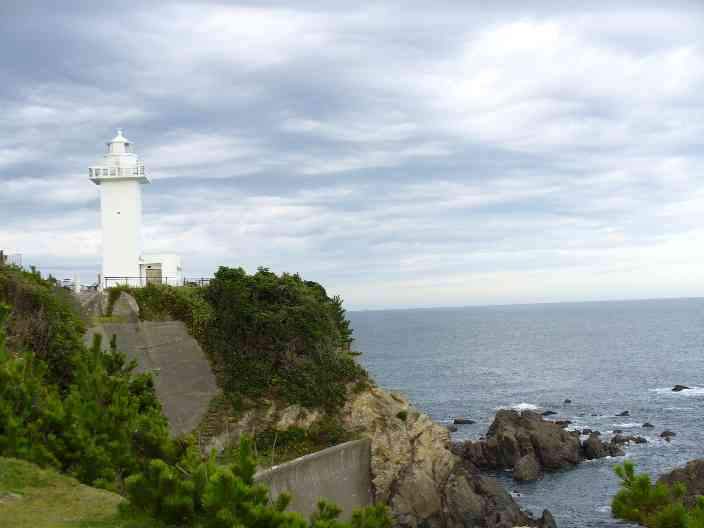
安乗埼灯台

- 大王埼灯台（志摩市大王町） - 日本の灯台50選
- 安乗埼灯台・安乗崎園地（志摩市阿児町） - 日本の灯台50選

### 展望台
- 朝熊山頂展望台（伊勢市）
- 日和山展望台（鳥羽市）
- 太平洋側
  - 鳥羽展望台（鳥羽市、パールロード）
  - 崎山公園（志摩市大王町） - 大王崎にある公園
  - 南海展望台（南伊勢町礫浦）
  - 鵜倉園地（南伊勢町道行竈） - ハートの入り江
- 内海側
  - 横山展望台（志摩市阿児町） - 英虞湾を北から見る展望台
  - 西山展望台（志摩市阿児町） - 英虞湾を北東から見る展望台（夕日100選）
  - 登茂山展望台（志摩市大王町） - 英虞湾を東北東から見る展望台　
  - 桐垣展望台（志摩市大王町） - 英虞湾を東から見る展望台

## 関連市町村

### 三重県
- 伊勢市
- 鳥羽市
- 志摩市
- 度会郡南伊勢町

## 観光地

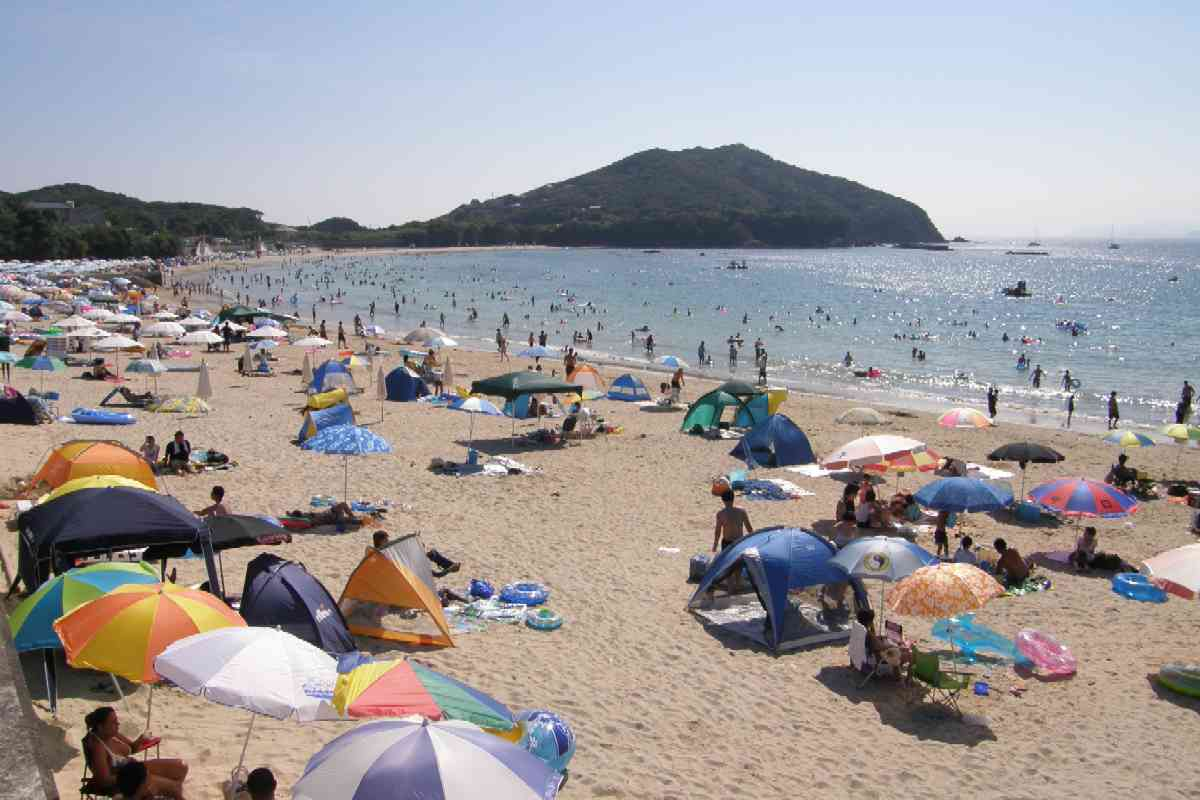
御座白浜

### 主な観光地
- 伊勢神宮
- 二見浦
- 鳥羽城跡
- 御座白浜海水浴場
- 国府白浜
- 伊勢夫婦岩ふれあい水族館シーパラダイス
- 鳥羽水族館
- 志摩マリンランド
- 志摩スペイン村
- ミキモト真珠島
- パールロード
- 鳥羽市立海の博物館
- NEMU RESORT
- 朝熊山（伊勢志摩スカイライン）
- 青峰山
- 横山展望台
- 賢島
- 伊勢志摩サミット記念館

### ビジターセンター
利用者数は2008年。
| センター名               | 設置者               | 所在地                        | 利用者数（人） |
| ------------------------ | -------------------- | ----------------------------- | -------------- |
| 横山ビジターセンター     | 環境省               | 三重県志摩市阿児町鵜方857-24  | 13,437         |
| 鳥羽ビジターセンター     | 伊勢志摩国立公園協会 | 三重県鳥羽市鳥羽一丁目2383-22 | 6,813          |
| ともやまビジターセンター | 志摩市               | 三重県志摩市大王町波切2203    | 55,300         |